# Гул (Златна обала)
Гул (фр. Goulles) је насељено место у Француској у региону Бургоња, у департману Златна обала.
По подацима из 2011. године у општини је живело 17 становника, а густина насељености је износила 1,9 становника/km².

## Демографија
| 1962. | 1968. | 1975. | 1982. | 1990. | 2011. |
| ----- | ----- | ----- | ----- | ----- | ----- |
| 36    | 26    | 22    | 21    | 19    | 17    |